# Branko Vujović
Branko Vujović [⁠b⁠r⁠an⁠k⁠ɔ ʋ⁠uj⁠ɔ⁠ʋ⁠⁠itɕ] (serbisch-kyrillisch Бранко Вујовић; * 20. April 1998 in Nikšić, Republik Montenegro, Bundesrepublik Jugoslawien) ist ein montenegrinischer Handballspieler.

## Karriere

### Verein
Branko Vujović spielte zunächst für den RK Sutjeska in seiner Heimatstadt Nikšić. Bereits mit 17 Jahren wechselte der 1,96 m große rechte Rückraumspieler zum polnischen Spitzenklub Vive Kielce, für den er in seiner ersten Saison auf 18 Einsätze und 32 Tore in der höchsten polnischen Liga, der PGNiG Superliga Mężczyzn, kam. Zudem spielte er auch in der zweiten Mannschaft. Auf dem Weg zu Kielces Triumph in der EHF Champions League 2016 trug er zwei Tore in acht Spielen bei. In seiner zweiten Spielzeit in Kielce gewann er zum zweiten Mal die Meisterschaft und den Pokal.
Um Spielpraxis auf höchstem Niveau zu sammeln, wurde der Montenegriner für zwei Jahre an den slowenischen Rekordmeister RK Celje ausgeliehen, mit dem er 2018 und 2019 Meister sowie 2018 Pokalsieger wurde. Ab 2019 lief er wieder für Kielce auf. Im Finale der EHF Champions League 2021/22 unterlag er mit Kielce dem FC Barcelona erst nach Siebenmeterwerfen 35:37.
Im Dezember 2021 wurde sein bis 2024 laufender Vertrag bis 2027 verlängert, gleichzeitig wurde er für drei Jahre bis 2025 an den deutschen Bundesligisten TSV Hannover-Burgdorf ausgeliehen. Im Sommer 2024 verließ er Hannover vorzeitig und schloss dem rumänischen Erstligisten Dinamo Bukarest an.

### Nationalmannschaft
In der montenegrinischen Nationalmannschaft debütierte Vujović bereits 2015. Insgesamt bestritt er 12 Länderspiele, in denen er 32 Tore erzielte. Bei der Europameisterschaft 2020 warf er zwei Tore in zwei Spielen und belegte mit der Auswahl den 18. Platz. Bei der Europameisterschaft 2022 war er mit 38 Toren in sieben Spielen zweitbester Schütze seines Teams. Mit Montenegro belegte er den 14. Platz bei der Europameisterschaft 2024.

### Erfolge
mit Vive Kielce
- 5× Polnischer Meister: 2016, 2017, 2020, 2021, 2022
- 3× Polnischer Pokalsieger: 2016, 2017, 2021
- 1× EHF-Champions-League-Sieger: 2016
  - 1× EHF-Champions-League-Finalist: 2022

mit RK Celje
- 2× Slowenischer Meister: 2018, 2019
- 1× Slowenischer Pokalsieger: 2018

### Saisonbilanzen
| Saison    | Verein                | Spielklasse   | Spiele | Tore | 7-Meter | Feldtore |
| --------- | --------------------- | ------------- | ------ | ---- | ------- | -------- |
| 2015/16   | Vive Kielce           | Superliga     | 17     | 35   | 0       | 35       |
| 2016/17   | Vive Kielce           | Superliga     | 13     | 26   | 0       | 26       |
| 2017/18   | RK Celje              | Državna Liga  | 02     | 18   | 02      | 16       |
| 2018/19   | RK Celje              | Državna Liga  | 19     | 71   | 17      | 54       |
| 2019/20   | Vive Kielce           | Superliga     | 20     | 78   | 17      | 61       |
| 2020/21   | Vive Kielce           | Superliga     | 21     | 78   | 21      | 57       |
| 2021/22   | Vive Kielce           | Superliga     | 22     | 67   | 05      | 62       |
| 2022/23   | TSV Hannover-Burgdorf | 1. Bundesliga | 18     | 40   | 02      | 38       |
| 2023/24   | TSV Hannover-Burgdorf | 1. Bundesliga | 32     | 75   | 02      | 73       |
| 2015–2024 | gesamt                | gesamt        | 164    | 485  | 066     | 419      |

Quellen